# Partidul Solidarității Sociale
Partidul Solidarității Sociale (PSS) a fost un partid politic din România. A fost fondat în 1993 și condus de Miron Mitrea. A fost absorbit în 1994 de Partidul Democrației Sociale din România (PDSR), Mitrea devenind secretatul general al PDSR. Alți membri marcanți ai PSS au fost Marian Vanghelie și Cristian Popescu Piedone.

## Refondarea partidului
În anul 2022 a fost înființat Partidul Solidarității Sociale din România, pentru a reprezenta interesele persoanelor cu dizabilități.